# 시모촌 (효고현)
시모촌(資母村)은 효고현 이즈시군에 설치되었던 촌이다. 현재의 도요오카시에 해당한다.